# Warrior (combattimento fanteria)
L'FV 510 Warrior o MCV-80 è l'IFV standard del British Army, l'esercito del Regno Unito.
È uno dei più pesanti IFV attualmente in servizio, raggiungendo, in assetto da combattimento, e con le ultime migliorie alla protezione, facendo ricorso anche a protezioni del tipo Chobham, le 30 t nelle ultime versioni, distinguendosi per una grossa torretta biposto, fornita di un cannone Rarden da 30mm. La velocità massima è di 75 km/h, grazie a un generoso motore Perkins CV8 TCA, diesel con otto cilindri, in grado di erogare ben 550Hp. A bordo trovano posto tre membri dell'equipaggio e 7 soldati, che accedono all'interno tramite una porta posteriore.

## Storia[1]
La società GKN-Sankey, che aveva costruito quasi tutti gli APC FV432 e derivati per l'esercito britannico, ottenne nei primi anni 70' un contratto per lo sviluppo di un nuovo veicolo da combattimento. Il lavoro progettuale di dettaglio iniziò nel 1977 e i primi prototipi erano già in grado di operare nel 1980. Con conseguenti e scrupolosi collaudi da allora.

## Struttura
Il Warrior è un cingolato con scafo in alluminio corazzato saldato. Il conducente siede davanti, a destra, sotto una cupola con periscopio gradangolare intercambiabile con un periscopio per la visione notturna. Il vano motore è situato alla sua sinistra e contiene il "Powerpack", costituito da un motore e dalla trasmissione automatica, che può essere rimosso in blocco.
Al centro del tetto vi è una torretta biposto per il capocarro che siede a destra, e per il cannoniere; entrambi dispongono di una propria botola e di periscopi per la visione notturna/diurna. L'arma principale è un cannone semiautomatico Rarden da 30 mm, alla cui sinistra è montata una mitragliatrice coassiale meccanica Hughes Chain Gun da 7,62 mm. La torretta è brandeggiata elettricamente, ma l'alzo è manuale. Su ciascuna delle 4 pareti della torretta è montata una camera di evacuazione dei gas di sparo. Si entra nello scomparto truppe attraverso due portelli posteriori e all'interno vi sono i sedili per 7 fanti. Ogni sportello porta un blocco visivo e ai 4 angoli del tetto sono fissati periscopi senza oblò per il tiro. Dietro la torretta vi è una grossa botola. La sospensione è a barre di torsione applicate ai sei rulli di ciascun cingolo. Il veicolo non è anfibio, non avendo l'esercito britannico richiesto questa modalità.

### Modifiche moderne
Fin dall'inizio il Warrior non disponeva di feritoie per il tiro dall'interno con le armi leggere, in quanto la dottrina britannica prevedeva lo sbarco della squadra per combattere. La protezione, già molto buona in partenza, è stata progressivamente incrementata, con l'aggiunta, ad esempio, di protezioni aggiuntive Chobham, come il grosso cuneo anteriore o la pannellatura laterale, in modo da poter resistere ai colpi dei lanciarazzi della classe dell'RPG-7. Sono disponibili buoni apparati di scoperta e tiro giorno/notte.

## Utilizzo
Il Warrior ha avuto il battesimo del fuoco durante la Prima guerra del Golfo e, successivamente, è stato impiegato estesamente nei Balcani. In Bosnia, grazie alle sue capacità incassatrici e alla potenza dell'armamento, era stato ribattezzato "la morte bianca", in ragione del fatto che i veicoli della missione ONU erano dipinti di bianco e, dopo infiniti ammonimenti ai contendenti, avevano iniziato a rispondere al fuoco. È stato adottato in 110 esemplari dal Kuwait nella versione Desert Warrior.

## Varianti
- FV510 Infantry Section Vehicle - versione standard, la principale nel British Army. Prodotta in 489 esemplari, incluse 105 piattaforme per squadre ATGM equipaggiate prima con il MILAN e in seguito con il Javelin[2].
- FV511 Infantry Command Vehicle - versione carro comando, prodotta in 84 esemplari.

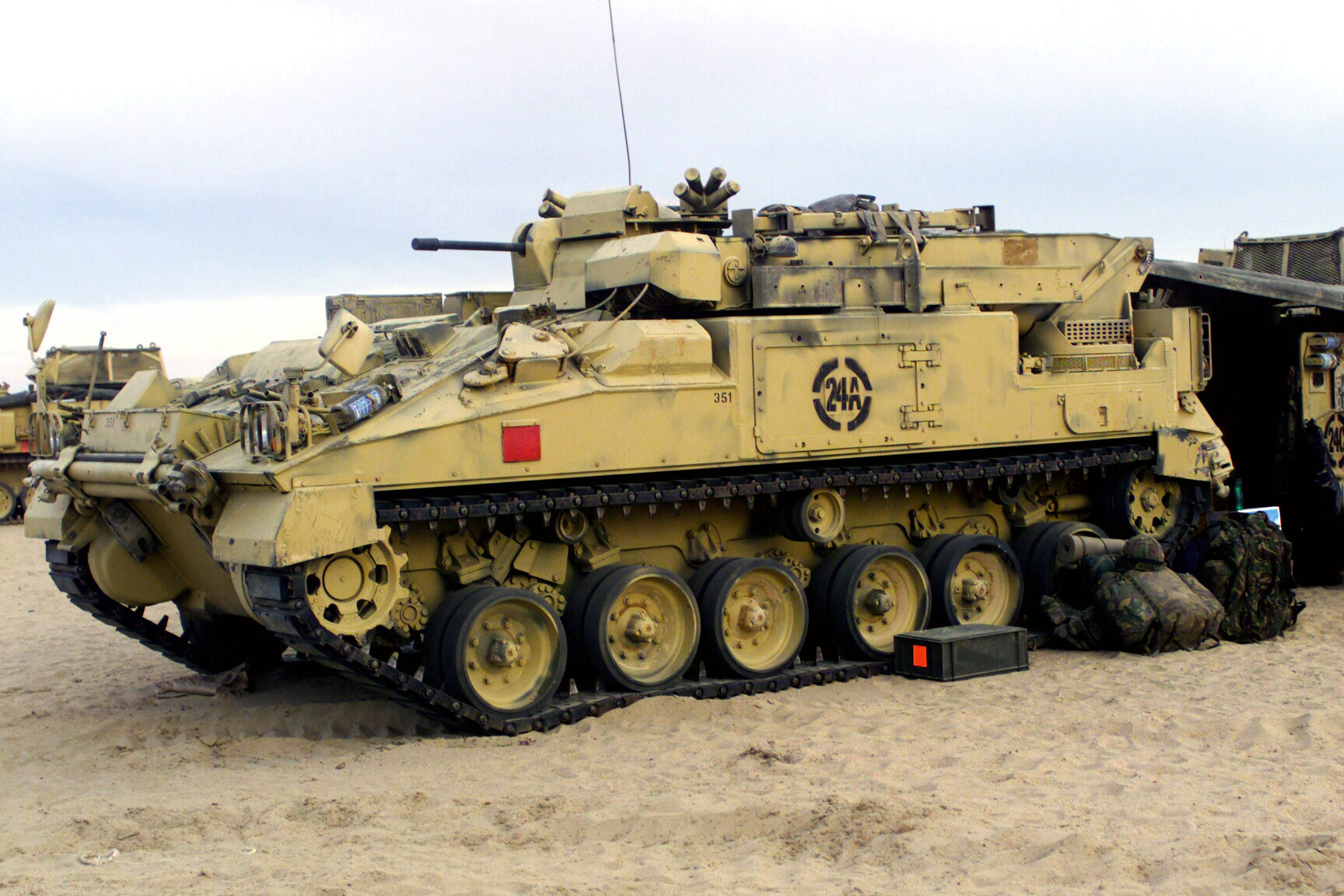
FV512 Mechanised Combat Repair Vehicle

- FV512 Mechanised Combat Repair Vehicle - versione veicolo corazzato da recupero, operata dai distaccamenti di Royal Electrical and Mechanical Engineers (REME) aggregati ai battaglioni di fanteria meccanizzata. Equipaggiata con gru da 6,5 t e attrezzature aggiuntive, può trainare un rimorchio con due gruppi motopropulsori di Warrior o uno di Challenger 2. Prodotta in 105 esemplari.
- FV513 Mechanised Recovery Vehicle (Repair) - versione veicolo corazzato da recupero impiegata da distaccamenti REME. Equipaggiata con un verricello da 20 t e una gru da 6,5 t con attrezzature aggiuntive, capace come il FV512 di trainare un rimorchio con due motori Warrior o uno Challenger 2. Prodotto in 39 esemplari.
- FV514 Mechanised Artillery Observation Vehicle - versione posto osservazione in dotazione alla Royal Artillery, equipaggiata con un radar da sorveglianza del campo di battaglia e sistema di posizionamento inerziale su albero telescopico ed equipaggiamenti a intensificazione di immagine e ad infrarossi. L'armamento è ridotto ad una sola mitragliatrice da 7,62 mm, mentre il cannone da 30 mm RARDEN è rimpiazzato da un simulacro. Ciò lascia spazio per le apparecchiature di puntamento e sorveglianza, pur mantenendo in gran parte lo stesso aspetto esteriore di un Warrior standard per evitare di diventare un obiettivo prioritario. Versione prodotta in 52 esemplari.
- FV515 Battery Command Vehicle - versione posto comando per batterie della Royal Artillery, prodotta in 19 esemplari.
- Desert Warrior - versione da esportazione adattata al combattimento in ambiente desertico. Dotata della stessa torretta Delco del LAV-25 ruotato, armata di chain gun M242 Bushmaster da 25 mm e mitragliatrice coassiale chain gun L94A1 da 7,62 mm e due lanciatori per missili BGM-71 TOW (uno su ogni lato). Nel 1993, il Kuwait ha acquistato 254 esemplari.
- Warrior 2000 - nuova versione sviluppata per l'Esercito svizzero, non entrata in produzione. Caratterizzata da scafo in alluminio saldato, blindatura migliorata, sistema di controllo del tiro digitale e motore potenziato, era armata con torretta Delco o Land Systems Hagglunds E30 armata di cannone da 30 mm Mk44 Bushmaster II della Alliant Techsystems.
- Armoured Ambulance - 6 Warrior standard, con armamento rimosso, sono stati convertiti in ambulanza corazzata per l'impiego in Afghanistan durante l'Operazione Herrick[3].
- VERDI-2 (Vehicle Electronics Research Defence Initiative) - dimostratore tecnologico realizzato su scafo FV510 nel 1993, armato di cannone a munizionamento telescopico da 40 mm CTA International e 8 missili anticarro Starstreak in due lanciatori quadrinati, come nel sistema ADAD poi adottato sullo Stormer HVM. Mai entrato in produzione[4].